# 上海市人民政府驻外办事处
上海市人民政府驻外办事处，是对上海市各驻外办事处和联络处的总称，属于中华人民共和国上海市人民政府派出机构，负责领导联络协调、招商引资、信息调研、对外宣传、接待服务以及服务驻地上海企业等相关事项。目前，上海市人民政府设置11个驻外办事处，由上海市人民政府合作交流办公室管理。

## 历史沿革
1987年1月之前，上海仅有驻京办一家驻外办事处。1986年8月，中共上海市委、市政府领导为发展与其他省市区的经济合作，开始逐步在全国各主要城市设立办事处。到1996年10月20日，上海驻昆明办事处的成立。10年间，上海先后在国内11个主要城市设立了市政府办事处，分别为北京、哈尔滨、西安、武汉、重庆、广州、深圳、海口、昆明、太原、秦皇岛，并在珠海、厦门、成都3个城市设立分支联络处。11个办事处，都属政府行政序列，级别为副局级。
2005年7月和8月、2007年8月，上海分别在西藏、新疆和内蒙古设立办事处，使得上海驻外办事处增加到14个。2010年8月，上海对驻外办事处进行调整，将深圳、海南和秦皇岛三个办事处降格为联络处，深琼归驻广州办事处、秦皇岛归驻山西办事处管理，使得上海驻外办事处数量维持在11个。

## 联系区域

### 驻外办事处
目前，上海市人民政府负责管理的驻外办事处共有11个，分别是：
- 上海市人民政府驻北京办事处：该办事处负责联系中央各部委机构、北京市
- 上海市人民政府驻哈尔滨办事处：该办事处负责联系黑龙江省、吉林省、辽宁省
- 上海市人民政府驻山西办事处：该办事处负责联系山西省、山东省、河北省、天津市
- 上海市人民政府驻西安办事处：该办事处负责联系陕西省、甘肃省、宁夏回族自治区
- 上海市人民政府驻武汉办事处：该办事处负责联系湖北省、湖南省、河南省、安徽省、江西省
- 上海市人民政府驻昆明办事处：该办事处负责联系云南省、贵州省
- 上海市人民政府驻重庆办事处：该办事处负责联系重庆市、四川省（内设成都联络处）
- 上海市人民政府驻广州办事处：该办事处负责联系广东省、海南省、广西壮族自治区、福建省（内设厦门联络处）
- 上海市人民政府驻西藏办事处
- 上海市人民政府驻新疆办事处
- 上海市人民政府驻内蒙古办事处

上海市人民政府驻外办事处均为副局级单位。

### 驻外联络处
- 上海市人民政府驻秦皇岛联络处：该联络处具体负责联系河北省、天津市
- 上海市人民政府驻海南联络处：该联络处具体负责联系海南省、广西壮族自治区
- 上海市人民政府驻深圳联络处：该联络处具体负责联系深圳市、珠海市（内设珠海联络处）

上海市人民政府驻外联络处均由相关办事处管理。